# 加萊拉斯 (蘇克雷省)
加萊拉斯是哥倫比亞的城鎮，位於該國北部，由蘇克雷省負責管轄，距離首府辛塞萊霍50公里，始建於1968年10月24日，面積306平方公里，海拔高度64米，2005年人口17,251。

## 外部連結
- Gobernacion de Sucre - Galeras （西班牙文）
- Galeras official website （西班牙文）

9°10′N 75°03′W / 9.167°N 75.050°W